# Los Dinos
Los Dinos war eine US-amerikanische Musikgruppe mexikanischer Herkunft, die in zwei Etappen agierte. In den 1950er und 1960er Jahren fungierte sie als Doo-Wop-Gruppe und in den 1980er und 1990er Jahren als Begleitband der Sängerin Selena Quintanilla-Pérez.

## Geschichte

### Erste Etappe
Die Dinos bestanden ursprünglich aus den drei Musikern Seferino Perales, Bobby Lira und Guadalupe Barrera. Als Barrera die Gruppe um 1958 verließ, wurde er durch Abraham Quintanilla, den späteren Vater der Sängerin Selena Quintanilla, ersetzt. 1959 veröffentlichte die Band ihre erste Single mit dem Titel So Hard To Tell. Diese verhalf ihr zu mehreren Auftritten im Bundesstaat Texas. Größeren Erfolg bescherte ihnen ihre zweite Single Won't You Give Me A Chance, die sich etwa 150.000 Mal verkaufte und der Band einen Popularitätsschub verschaffte.
Aufgrund der mexikanischen Abstammung ihrer Musiker hatte die Gruppe bisweilen einen schweren Stand und sah sich gelegentlich rassistisch motivierten Benachteiligungen ausgesetzt. So wurde der Gruppe zum Beispiel ein Auftritt wieder kurzfristig abgesagt, nachdem der Restaurantinhaber von ihrer mexikanischen Herkunft erfahren hatte. Auch wurden sie gelegentlich in Motels und anderen Orten abgelehnt, die in von Weißen dominierten Gegenden lagen. Die nächsten beiden Singles (Twistin' Irene und Lover's Holiday) konnten nicht an die Erfolge der zweiten Veröffentlichung anknüpfen und verkauften sich nur mühsam. Die Band bestand noch in den frühen 1960er Jahren.

### Zweite Etappe
Um 1980 reaktivierte Abraham Quintanilla (* 1939) die Gruppe mit seinen Kindern Abraham Isaac (* 1963), Suzette (* 1967) und Selena (1971–1995). Selena war zeitlebens die Frontsängerin, Suzette bediente die Trommeln und Abraham Isaac spielte die Bassgitarre (er fungierte später auch als Songwriter und Produzent und ist besser bekannt unter dem Pseudonym A. B. Quintanilla). Ergänzt wurden sie bald durch Rena Dearman am Keyboard und durch Rodney Pyeatt an der Gitarre.
Ihre ersten öffentlichen Auftritte hatte die junge Band in dem mexikanischen Restaurant Papagallos, das Vater Abraham eröffnet hatte. Nachdem das Restaurant aus finanziellen Gründen aufgegeben werden musste, traten Los Dinos in anderen Restaurants sowie auf Festivals und Hochzeiten überall im Süden von Texas auf.
Als sie 1984 ihr erstes Album (Mi Primeras Grabaciones) herausbrachten, waren Dearman und Pyeatt bereits durch Mike Dean und Del Balint ersetzt worden, die ihrerseits beide 1985 abgelöst wurden. Ihre Positionen nahmen anschließend Ricky Vela (seit 1985 am Keyboard und außerdem als Songwriter tätig) sowie an der Gitarre zunächst Roger Garcia (1985–1989) und später Chris Perez (1989–1995) ein. Perez heiratete 1992 die Frontsängerin Selena.
1987 wurde Selena Quintanilla in den Rubriken „Beste Sängerin“ und „Beste Künstlerin“ mit dem Tejano Music Award ausgezeichnet. 1994 gewann ihr Album Selena Live! den Grammy als „Bestes Mexikanisch-Amerikanisches Album“. An allen Erfolgen war ihre Begleitband Los Dinos beteiligt, die Selena von ihren Anfängen als neunjähriger Sängerin bis zum gefeierten Star und ihrer Ermordung im Alter von 23 Jahren begleitet hat.
Nach ihrem Tode am 31. März 1995 wurde die Band de facto aufgelöst. Sie kam aber immer wieder zusammen, um ihrer gefeierten Frontsängerin zu gedenken. So zum Beispiel erst kürzlich (2015) bei einem Auftritt der Sängerin und Schauspielerin Jennifer Lopez, die bereits in dem 1997 uraufgeführten Film Selena – Ein amerikanischer Traum in die Rolle der ehemaligen Frontsängerin der Los Dinos geschlüpft war.